# Искитим

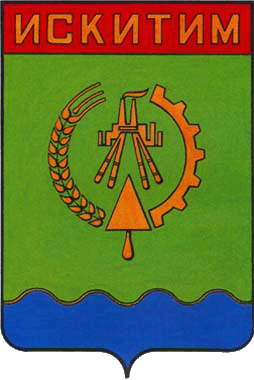
Герб города в советское время

Искити́м — город (с 1938 года) в Новосибирской области России. Административный центр Искитимского района (не входит в него). Население — 56 509 чел. (2025).
Город областного значения, образует муниципальное образование город Искитим со статусом городского округа как единственный населённый пункт в его составе. Входит в Новосибирскую агломерацию.
Первые населённые пункты, в дальнейшем разросшиеся в современный город, были основаны в 1717 году.

## Этимология
По одной из многочисленных этимологических версий, название «Искитим» считают происходящим от этнонима «аскиштим (ашкитим, азкештим)» — проживавшей в данной местности древней племенной группы степных тюрок телеутов, и в переводе с тюркского означает «яма» или «чаша». Действительно, город фактически находится в котловине. Плотность населения в Западной Сибири в Средние века была крайне малой и общая численность телеутов к XVII веку в Верхнем Приобье и в предгорьях Алтая составляла всего несколько тысяч человек. В следующие два века доминирующим населением становится русское казачество и русское крестьянство.

## География
Город расположен на реке Бердь (правый приток Оби), в 51 км к югу от центра Новосибирска.
Железнодорожный вокзал Искитим находится в 57 км от вокзала Новосибирск-Главный.
Площадь Искитима по данным на 2008 год — 29,9 км².

### Климат
Преобладает континентальный климат. Зимы суровые и продолжительные. Лето жаркое и короткое. Среднегодовое количество осадков — 450 мм.

## Часовой пояс
Искитим находится в часовой зоне МСК+4. Смещение применяемого времени относительно UTC составляет +7:00.

## История
В 1604 году был построен крупный Томский острог, от которого казаки радиально выстроили передовую цепь новых оборонительных (от джунгаров и киргизских племён) острогов, один из которых находился в районе современного Бердска. Остроги окружались казацкими засеками и поселениями.
К переписи 1717 года на месте современного Искитима уже имелись деревни Шипуново, Койново, Чернодырово (по названию реки Чернодырихи, которая в советское время переименована в Чёрную) и Вылково.
Искитим начал активно развиваться в первой половине XX века, когда здесь были открыты залежи известняка и сланца. Вскоре рядом с городом был построен цементный завод.
С 1886 до 1917 территория окрестностей будущего Искитима относилась к Койновской волости Барнаульского уезда Томской губернии, после Гражданской войны, с 1920 по 1922 — к Ново-Николаевскому уезду.
Экономическому развитию поселений Койновской волости в XIX веке способствовали два фактора:
- через территорию проходил Барнаульский тракт (дорога от Томска к царским алтайским заводам)[8];
- открытие в конце XIX века месторождения известняка, которое в малых объёмах добычи осваивали местные купцы.

В 1912 году началось строительство Алтайской железной дороги, связавшей Барнаул и Транссиб в месте станции Новониколаевск, которое завершилось в 1916 году. Недалеко от железной дороги был построен разъезд № 5, в дальнейшем переименованный в станцию Искитим. В начале 1920-х годов на станции поставили 2 вагончика, которые заменяли вокзал. В 1930-х годах было построено первое деревянное здание вокзала железнодорожного разъезда Искитим. Во второй половине 1920-х годов здесь формируется административный центр окружных сельских поселений — Искитимский сельсовет.
В начале XX века (включая период Гражданской войны) территория относилась последовательно:
- к Койновской волости Барнаульского уезда сначала Томской, а с лета 1917 — к Алтайской губернии. Осенью 1918 года колчаковская власть белых упраздняет Койновскую волость, включив территории современного Искитима и его современных окрестностей к Бердской волости Томской губернии.
- В январе 1920 года Сибревком восстанавливает (вернее, не признаёт колчаковского решения об упразднении) Койновскую волость. Волость отнесена к Ново-Николаевскому уезду Томской губернии.
- в 1922 году Сибревком вновь упраздняет Койновскую волость, включив её территории в состав Бердской волости Ново-Николаевского уезда вновь созданной Ново-Николаевской губернии (1922—1925);
- к Бердскому району Новосибирского округа (1925—1933) сначала Сибирского края (1925—1930), затем — Западно-Сибирского края (в 1930—1933);
- к Черепановскому району Западно-Сибирского края (в 1933—1935).

В период установления советской власти в 1917 году председателем волостного совета солдатских, рабочих и крестьянских депутатов был избран вернувшийся в 1916 году на родину потерявший на войне ноги моряк Балтийского флота (экипаж военного крейсера «Жемчуг») Афанасий Скороходов. После падения советской власти летом 1918 года А. Скороходов был арестован. Когда колчаковцы отбирали политзаключённых-большевиков для расстрела, Скороходову удалось скрыться в колонне уголовников, отправленных в Никольско-Уссурийскую тюремную крепость. Там о нём узнали моряки-большевики с «Жемчуга», ещё весной 1917 оказавшиеся на Дальнем Востоке и организовали побег. В 1920 году А. Скороходов вернулся в занятое Красной армией село Койново. Женился второй раз. Вновь стал руководить Койновским сельревкомом и волисполкомом. Прожил он после этого недолго. 21 января 1924 года Скороходов умер, не работая всего 8 дней, хотя болел он очень долгое время, просто последние 8 дней он буквально слёг. Стойкость большевика решено было сохранить в памяти поколений, первому предволисполкома был установлен в Койново памятник, который и сегодня является памятником эпохи Гражданской войны в Искитиме.
В 1929 году геологи в окрестностях нашли известняк и глинистый сланец. В 1930—1934 годах был построен Чернореченский цементный завод, ставший крупнейшим цементным предприятием Сибири. Экономическое развитие приводит к динамичному демографическому развитию, на территории живут несколько тысяч человек с преимущественным доминированием русского населения.
10 апреля 1933 года на картах СССР появился рабочий посёлок Искитим, образованный из окрестных сёл (?) Койново, Черноречка (?), Вылково, Шипуново (?) и территории зоны Сиблага (ГУЛАГ). Здесь же (при сельсовете) формируется Искитимская машинно-тракторная станция (МТС) помощи колхозам района.
Постановление ВЦИК от 10.04.1933 «Об изменениях по Западно-сибирскому краю в составе городов и рабочих поселков, а также об изменении границ и переименованиях некоторых районов и их центров»:
«Включить в городскую черту рабочих посёлков: Искитима, Колпашева и Могочина прилегающие к ним населенные пункты с их усадебными земельными угодиями:
1) к рабочему поселку Искитиму, Бердского района, — селения Вылково, Койново и Чёрную речку (с расположенным там цементным заводом)»
В 1935 году из части территорий и сельсоветов прежнего Черепановского района был образован Искитимский район. Здесь создаются органы советской власти: райком ВКП(б), райсовет, райисполком, прокуратура, районный суд, райотдел милиции НКВД, районный военкомат, райком комсомола. Начинает выпускаться орган агитации и пропаганды райкома ВКП(б) — районная/городская газета «Социализм» (с 1953 — газета «Знамя коммунизма»). Создаются органы управления образованием, культурой, местной промышленностью. В Искитиме также продолжает действовать сельсовет, в юрисдикции которого близлежащие деревни. Здесь же спешно строятся административные и лагерные объекты крупной территориальной спецкомендатуры ОГПУ (НКВД) как части инфраструктуры Сиблага (первоначальное наименование СИБЛОН, затем СИБУЛОН — Сибирское управление лагерей НКВД СССР особого назначения).
С 1937 года из части территорий прежнего Западно-Сибирского края образована Новосибирская область, к которой город и район относятся до настоящего времени.
4 декабря 1938 года Искитиму присвоен статус города районного подчинения. Численность населения района превышает 20 тысяч человек, в городе живёт до 15 тысяч человек. Формируются горком ВКП(б), горисполком и другие структуры власти.
В связи с бурным строительством и развитием промышленности население города (вольное или невольное) продолжает быстро увеличиваться. В том числе на развитии экономики и демографии сказались эвакуации предприятий и населения из временно оккупируемых противником территорий в годы Великой Отечественной войны.
В годы Великой Отечественной войны тысячи искитимцев ушли на фронт. Большинство из них погибли в боях.
В городе установлены обелиски в память о искитимцах-героях, тех, кто был удостоен звания Героя Советского Союза или стал полным кавалером ордена солдатской Славы.
В 1951 году Искитим получил статус города областного подчинения.

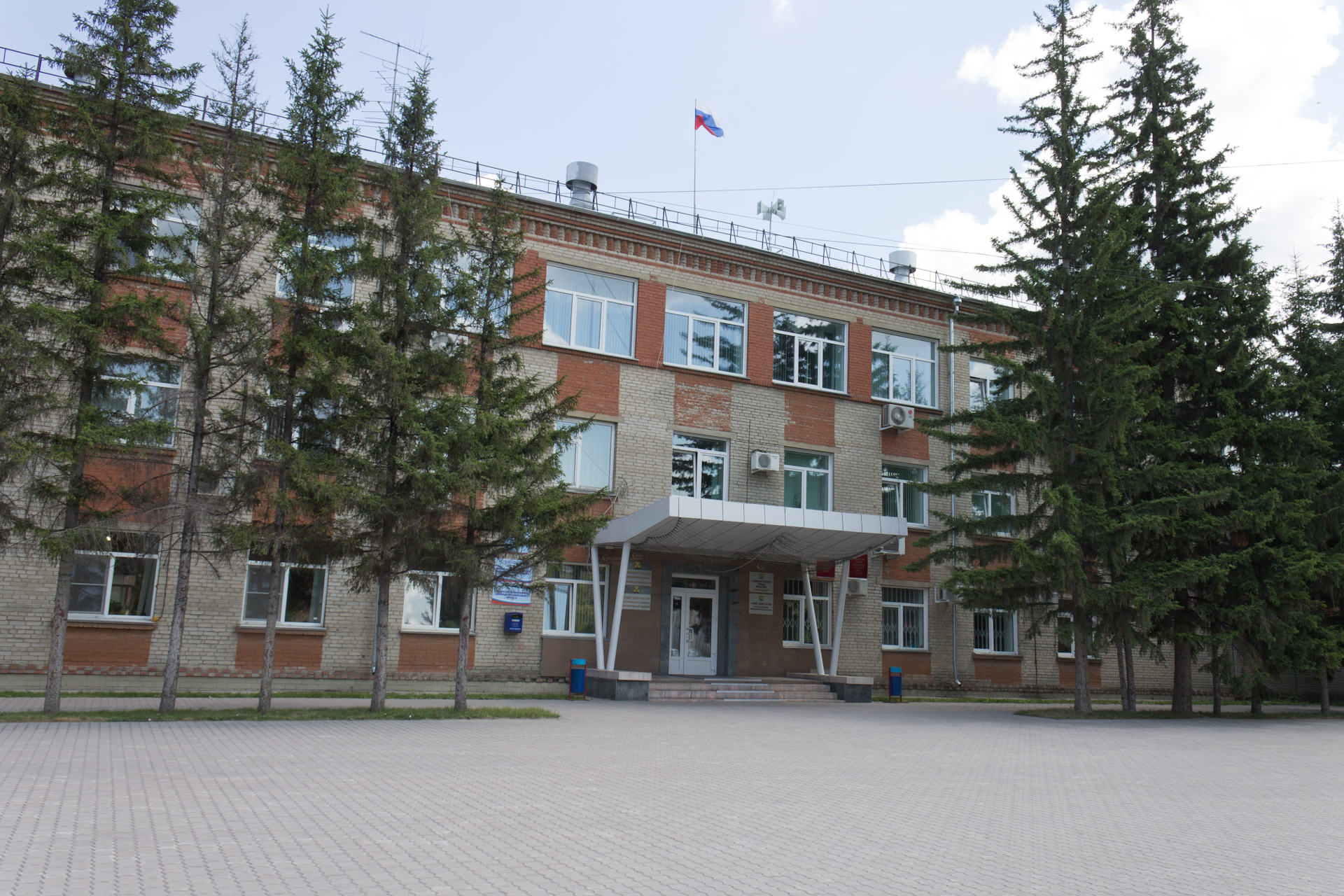
Здание администрации Искитима

В начале 1987 года на совместном заседании бюро горкома КПСС и исполкома Совета народных депутатов было принято решение ежегодно отмечать в августе, в День строителя, День города Искитима.
В 2004—2005 годах в Искитиме происходили массовые поджоги цыганских домов.

## Население

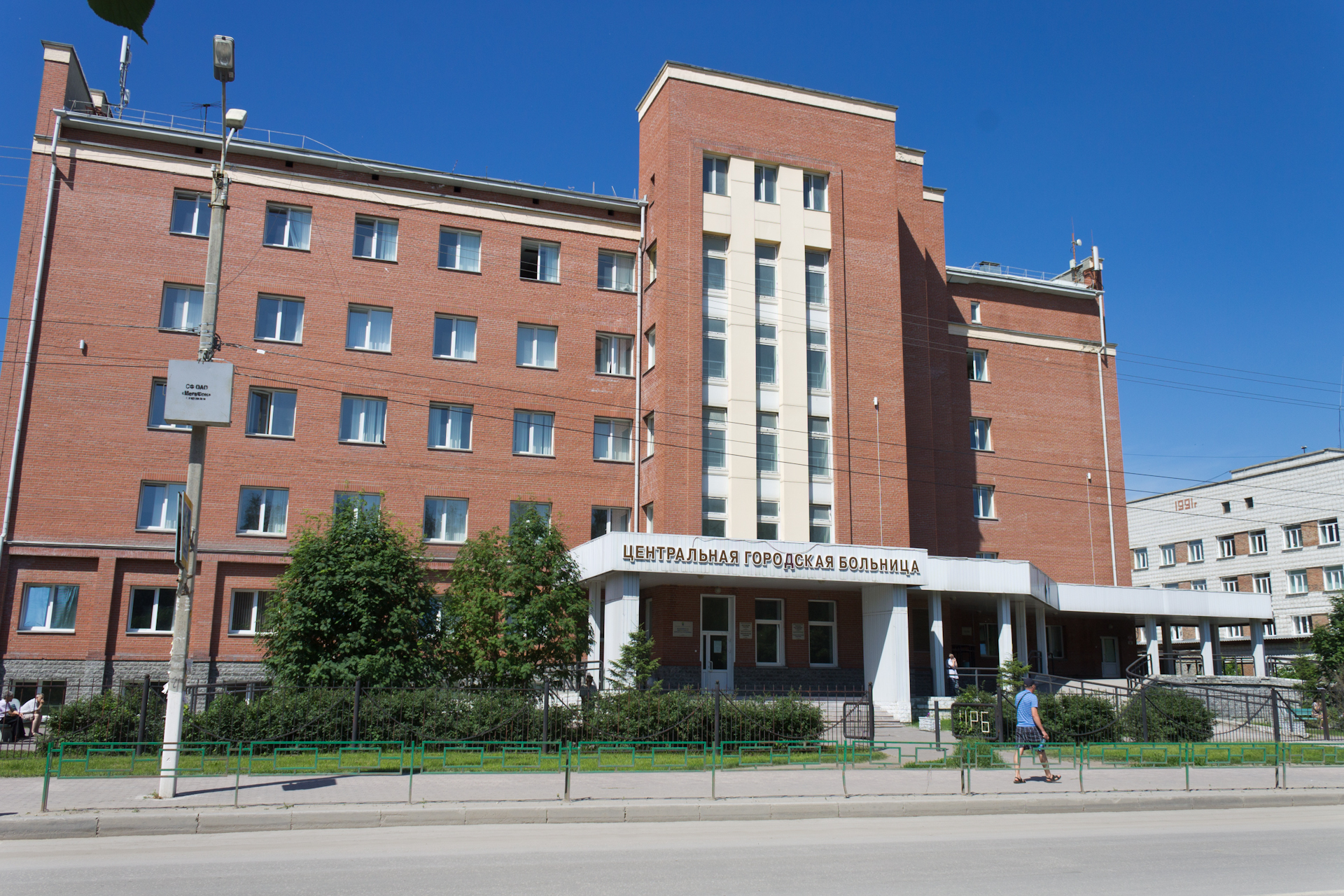
Унифицированный медицинский корпус Искитимской центральной городской больницы

| 1939    | 1959    | 1967    | 1970    | 1973    | 1976    | 1979    | 1982    | 1986    | 1987    |
| ------- | ------- | ------- | ------- | ------- | ------- | ------- | ------- | ------- | ------- |
| 14 000  | ↗34 320 | ↗45 000 | ↗45 436 | ↗51 000 | ↗57 000 | ↗58 659 | ↗62 000 | ↗68 000 | ↗69 000 |
| 1989    | 1992    | 1996    | 1998    | 2000    | 2001    | 2002    | 2003    | 2005    | 2006    |
| ↘67 849 | ↗69 200 | ↘69 000 | ↘68 600 | ↘68 300 | ↗68 600 | ↘62 756 | ↗62 800 | ↗63 800 | →63 800 |
| 2007    | 2008    | 2009    | 2010    | 2011    | 2012    | 2013    | 2014    | 2015    | 2016    |
| ↗64 097 | ↗64 100 | ↘64 008 | ↘63 700 | ↘60 100 | ↘59 058 | ↘58 342 | ↘57 938 | ↘57 795 | ↘57 416 |
| 2017    | 2018    | 2019    | 2020    | 2021    | 2025    |         |         |         |         |
| ↘57 032 | ↘56 602 | ↘56 411 | ↘56 033 | ↗57 147 | ↘56 509 |         |         |         |         |

На 1 января 2025 года по численности населения город находился на 282-м месте из 1124 городов Российской Федерации.

## Промышленность
На территории Искитима имеются большие запасы известняка и строительных камней, глинистого сланца. С этим связана основная специализация промышленных предприятий — производство строительных материалов (цемент, шифер, известь, щебень, сборный железобетон, сэндвич-панели).
Основные предприятия города: цементный завод, шиферный завод (завод асбесто-цементных изделий), завод «Теплоприбор», опытный механический завод (закрыт), комбинат строительных материалов, камнеобрабатывающий завод (ИскитимМраморГранит), два завода железобетонных изделий, асфальтный завод, известняковый карьер, Новосибирский завод искусственного волокна, мебельная фабрика, предприятие по изготовлению сэндвич-панелей. Имеются предприятия пищевой промышленности: комбикормовый завод (ВЕГА), молочный комбинат, хлебокомбинат (закрыт), кондитерская фабрика.

## Образование
В Искитиме 14 дневных общеобразовательных школ (в том числе 10 средних), одна вечерняя школа, филиал Новосибирского строительно-монтажного колледжа, филиал Новосибирского медицинского колледжа, 2 школы искусств.
Имеется несколько представительств вузов Новосибирска (филиал НГТУ, НГУЭУ, НГАСУ). Также в нескольких километрах от Искитима находится учебный центр (полигон) Новосибирского военного института внутренних войск МВД РФ (НВИ ВВ МВД РФ).

## Культура

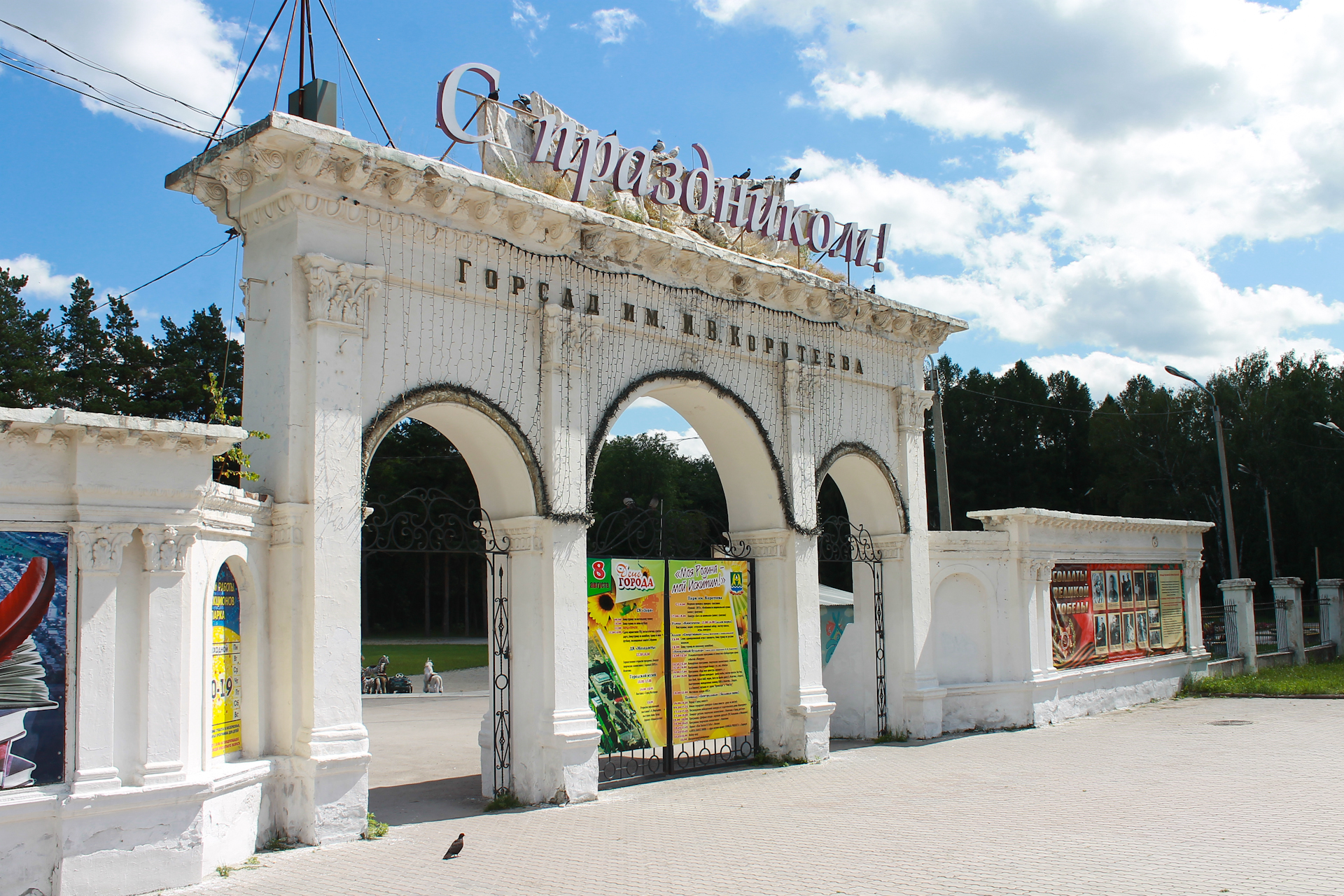
Парк культуры и отдыха им. И. В. Коротеева

Культурные учреждения Искитима: дома культуры — «Молодость» (Индустриальный микрорайон), «Цементник» (Северный микрорайон), «Октябрь» (в микрорайоне Ложок), РДК им. Ленинского Комсомола (Центральный микрорайон), а также дворец культуры «Россия» (Южный микрорайон).
Парк культуры и отдыха имени И. В. Коротеева и памятник И. В. Коротееву.

### Городской историко-художественный музей

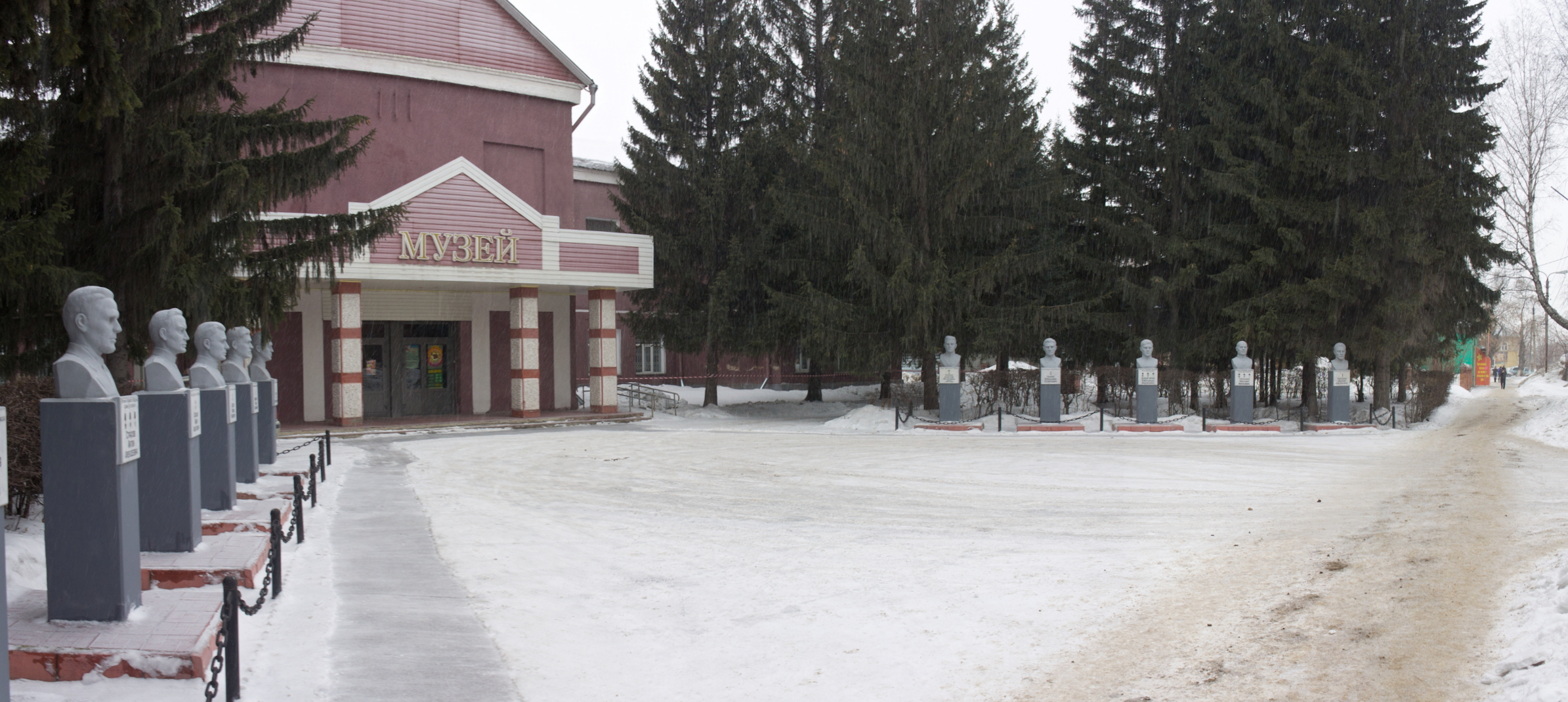
Искитимский городской историко-художественный музей

Искитимский городской историко-художественный музей был открыт для посетителей 4 ноября 1977 года. Музей изначально формировался в двух направлениях и является комплексным, состоит из двух отделов: исторического и художественного. Музей хранит 24 коллекции, более 19 тысяч экспонатов. Самыми древними являются экспонаты палеонтологической и археологической коллекций. Самые современные — материалы, свидетельствующие об участии искитимцев в Чеченских войнах.
Единиц хранения: 19 839, из них предметов основного фонда: 17 648, в том числе: этнографическая коллекция — 1759 ед., коллекция икон — 200 ед., коллекция нумизматики — 3898 ед., природоведческая коллекция — 563 ед., фото и документы из коллекции «В. М. Шукшин. Жизнь и творчество» — 250 ед.

### Музей памяти жертв политических репрессий
Музей был открыт 3 мая 2019 года в микрорайоне Ложок в цокольном этаже храма в честь Новомучеников и исповедников Церкви Русской, построенного на месте, где в советские годы, с 1929 по 1956 год, был расположен Особый лагерный пункт № 4 Сиблага. По различным оценкам, в этом лагере уничтожено около 30 тысяч человек, трупы которых были похоронены в общих ямах, сожжены в печах промзоны или просто выброшены в лес. В пяти музейных залах представлены документы и личные вещи узников Сиблага, чудом сохранившиеся фотографии, орудия труда заключенных. В одной из комнат музея выполнена реконструкция камеры изолятора.

### Учреждения культуры города Искитим
- Дворец культуры «Россия» (имеются 2 кинозала)
- Детская музыкальная школа
- Детская школа искусств
- ДК «Молодость»
- ДК «Октябрь»
- Искитимский городской историко-художественный музей
- Парк культуры и отдыха имени И. В. Коротеева
- Централизованная библиотечная система

### Спорткомплексы
- Спорткомплекс «Заря»
- Бассейн «Коралл»
- Спорткомплекс «ДЮСШ» (Детско-юношеская спортивная школа)
- Спорткомплекс «Юбилейный»
- Ледовый дворец спорта «Арена-300»

## Транспорт
Одноимённая железнодорожная станция соединяет город с Новосибирском, Бердском, Новоалтайском, Барнаулом, Бийском, Черепаново, Юргой, Томском, Кемерово.
С автовокзала города автобусы ходят в Барнаул, Новосибирск, Белокуриха, Бийск, Бишкек, Горно-Алтайск, Заринск, Томск, Толмачево, Усть-Каменогорск.
Внутри города курсируют городские автобусы (обслуживает ООО «ПАТП» города Искитима):
- № 1 (Шипуново — Киевская);
- № 2 (Киевская — Газовая);
- № 3 (Пролетарская — Газовая);
- № 4 (Береговая — Газовая);
- № 4б (Школа № 9 — Береговая);
- 6(Б) (Школа № 9 — Киевская);
- № 7 (Ж/д Вокзал — Бердский с/х — Школа № 9);
- № 9 (Ж/д вокзала — Кольцевая (Ложок));
- № 9а (Ж/д Вокзал — Кольцевая (Ложок));
- № 11 (Карьер — Кольцевая (Ложок) с заездом в Шипуново);
- № 12 (Школа № 9 — Ж/д Вокзал);
- № 12а (Ж/д Вокзал — Поликлиника № 2);
- № 14 (Поликлиника № 2 — Ж/м «Ясный» — Ж/д Вокзал);
- № 17 (Ж/м "Западный — Женская консультация).

Отличия маршрутов 9 и 9а заключаются в том, что 9 проходит через улицу Советская, в то время как 9а через Юбилейный проспект с заездом на Поликлинику № 2.
Летом так же курсиют сезонные (дачные) маршруты:
- № 6а (Киевская- Обской залив);
- № 35 (Пролетарская- СНТ «Зеленый бор»);
- 67/1 (Газовая — СНТ "Ивушка).